# Glia
Glia là chi thực vật có hoa trong họ Apiaceae.

## Hình ảnh

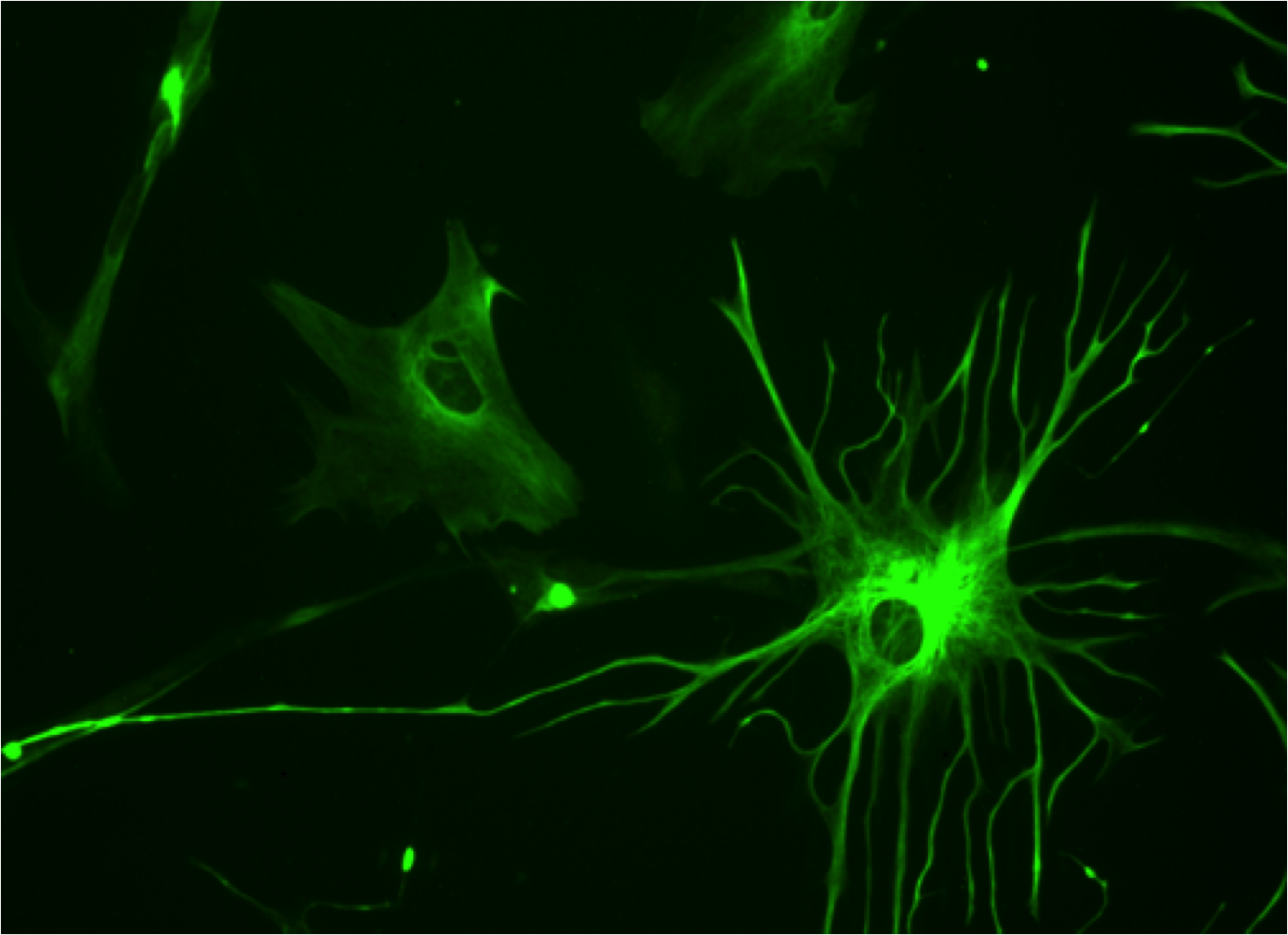
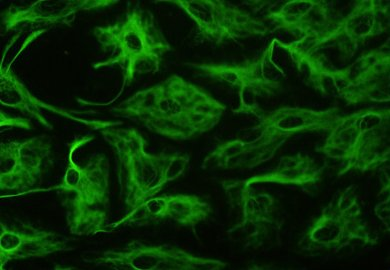
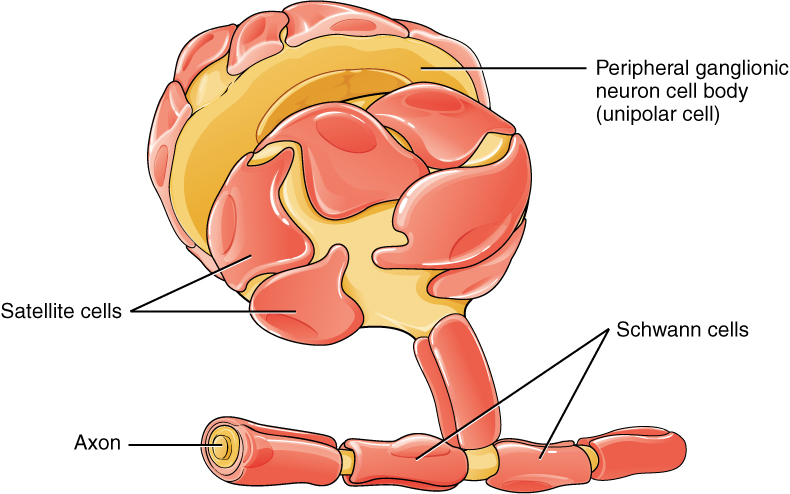

- Tập tin:Tập